# Bágala
Pour les articles homonymes, voir Bagala.
Bágala est un corregimiento du district de Boquerón, dans la province de Chiriquí, au Panama. La ville comptait 2 330 habitants en 2010.
Son nom provient des Indiens Dagábalos qui habitaient cette région à l'époque précolombienne. Le corregimiento a été fondé le 31 janvier 1954.
Le corregimiento est composé des villes de Bágala, Cabuya, Cerro Colorado, Los Lezcanos et Ojo de Agua. Parmi les lieux d'intérêt, citons la criée de Chiricana, la production d'ananas, la colline de Cabuya, la colline de Colorado, la rivière Chirigagua, le centre touristique Los Delfines et le rio Platanal. Dans la capitale, les festivités des 13 et 14 janvier sont célébrées.
Les activités économiques qui sont développées sur son territoire sont la vente aux enchères de bétail, les pois pigeons, l'exportation d'ananas, le manioc, les ignames, les haricots, le maïs, le paprika, le lait et le bétail de boucherie. L'oléoduc Petroterminal de Panama traverse son territoire.